# Háttér Gesellschaft und Archiv Budapest
Die Háttér Gesellschaft und Archiv (ungarisch: Háttér Társaság a Melegekért) ist eine Institution in Budapest Ungarn, die homosexuelles Leben unterstützt und dokumentiert. Die Háttér Társaság befindet sich in Budapest in der Balzac-Straße 8–10.
Die Gründung der Háttér Society (mit dem Namen Háttér Társaság a Melegekért) erfolgte 1995 im Vaskapu Gästehaus über Esztergom. Kurz danach übersiedelte der Verband in sein erstes Büro in der Visegrádi Straße in Budapest. 1996 wurde das Háttér-Archiv gegründet.
Ab 1996 organisierte sie die IGLYO als jährliche Konferenz in Budapest. 1996 wurde der Verband Mitglied der ILGA. 1997 war sie die Organisatorin der ersten Gay-Pride-Demonstration in Budapest.
2003 bewirkte die erfolgreiche Lobby-Tätigkeit des Vereins, dass Ungarn das erste europäische Land wurde, das eine Diskriminierung auf der Grundlage der Geschlechtsidentität in seinem Antidiskriminierungsgesetz ausdrücklich verboten hat. 2004 hat die Gesellschaft die Jahreskonferenz der ILGA Europe in Budapest organisiert.
Die US-Botschaft gewährte der Háttér Gesellschaft den Active Citizenship Award, eine Auszeichnung jener Organisationen, die aktives und selbstloses Handeln für die Gesellschaft anerkennt.
2012 nahmen die Mitarbeiter der Háttér Archives an der internationalen Sonderkonferenz für LGBTI Archive, Bibliotheken und Museen teil.
Seit 2013 lautet der Name des Vereins Háttér Gesellschaft.